# Livistona nitida
Livistona nitida là loài thực vật có hoa thuộc họ Arecaceae. Loài này được Rodd mô tả khoa học đầu tiên năm 1998.

## Hình ảnh

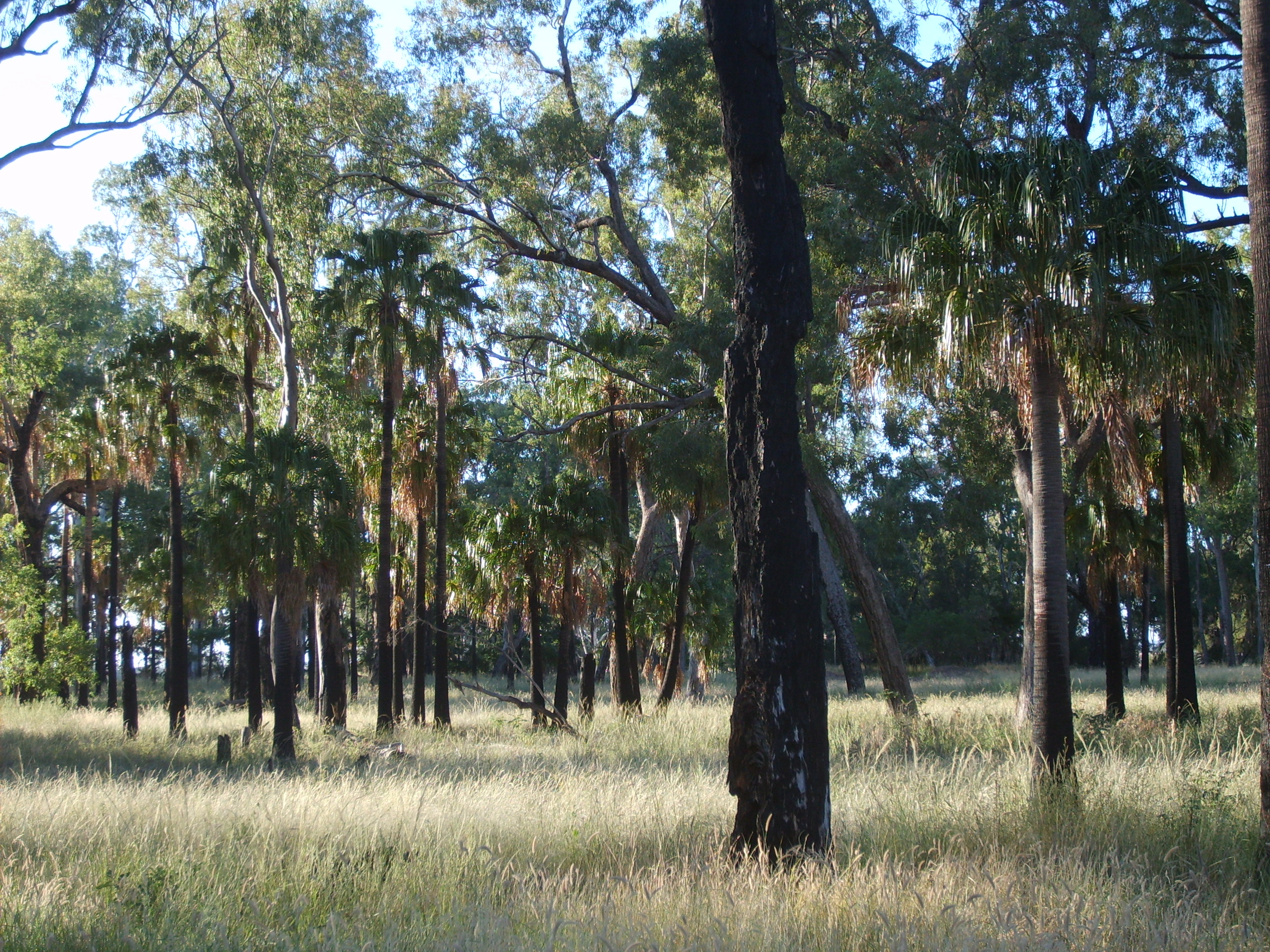
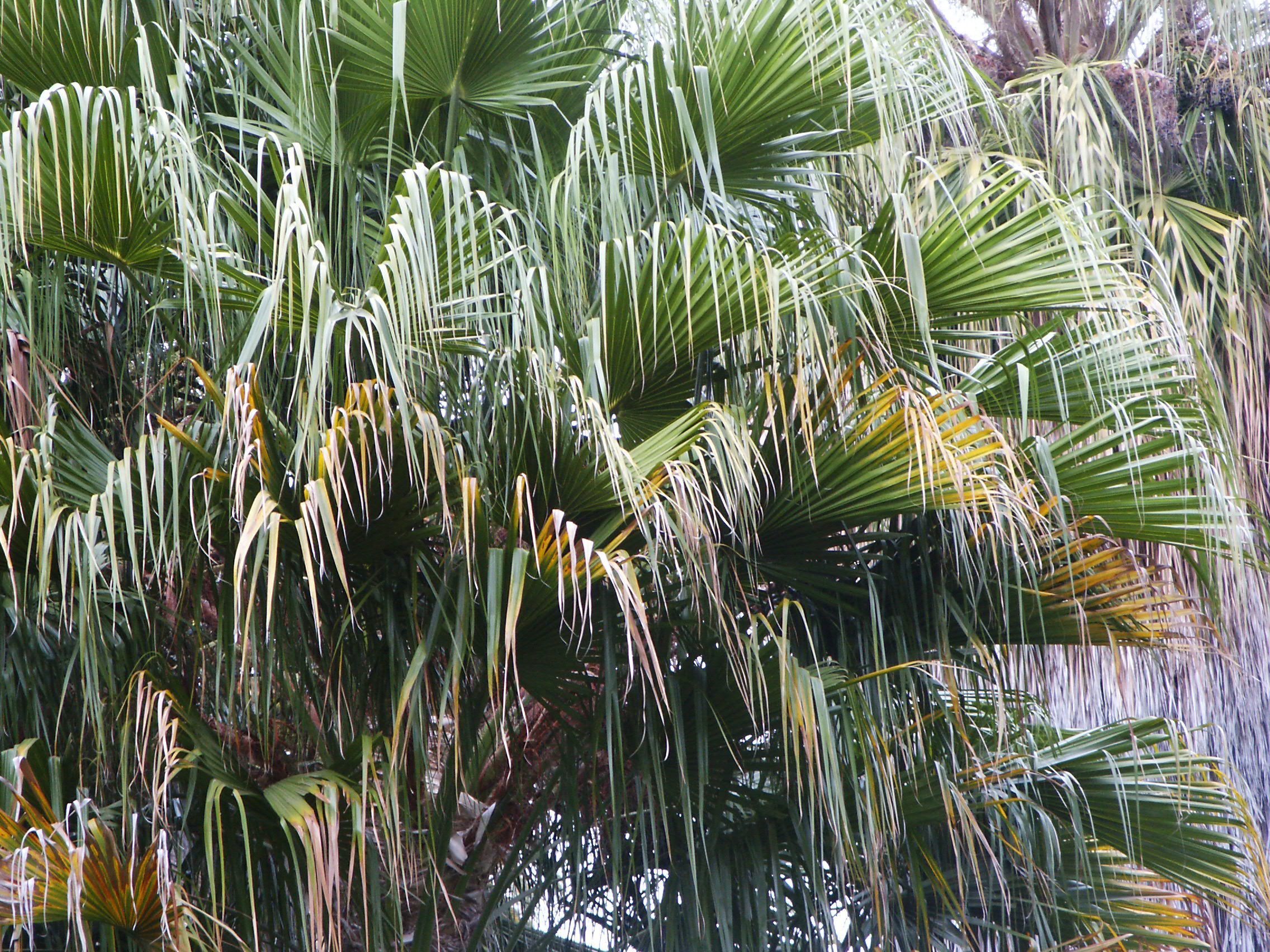